# Lars Kinmansson
Lars Adolf Kinmansson, född den 19 maj 1797 i Stockholm, död där den 4 februari 1855, var en svensk skådespelare och operasångare, bror till Fredrik Kinmansson och far till Gustaf Kinmansson.
Kinmansson var elev vid sångskolan och dansade vid baletten innan han anställdes som skådespelare vid kungliga teatrarna 1818 och blev en ersättare för Lars Hjortsberg.
Han övergick till Mindre Teatern 1850. Bland hans många roller både på sångscenen och på talscenen förtjänar att nämnas Leporello i Don Juan, Papageno i Trollflöjten, Gaveston i Vita frun, Borgmästaren i Tsar och timmerman och en av hans sista sångroller, Sulpiz i Regementets dotter, vidare Frans Bertram i Brodertvisten, Gaspard i Debutanten och hennes far.
Kinmansson gifte sig 1819 med Hedvig Dahlström och, efter hennes död 1837, med Anna Maria Carlström 1852.

## Teater

### Roller (urval)
| År   | Roll | Produktion              | Teater            |
| ---- | ---- | ----------------------- | ----------------- |
| 1842 |      | Kotteriet Eugène Scribe | Kirsteinska huset |